# Parazoaires
Parazoa
Sous-règne
Embranchements de rang inférieur
- Porifera

Classification phylogénétique
- Métazoaires
  - « Parazoaires »
  - Eumétazoaires

Les parazoaires (Parazoa en latin scientifique, « à côté des animaux ») sont un ensemble d'animaux ne possédant pas de vrais tissus, contrairement
aux métazoaires supérieurs (Eumetazoa). Ces derniers auraient divergé il y a 940 millions d'années. Les parazoaires étaient censés regrouper les éponges (Porifera) et les placozoaires mais cet ensemble forme un groupe polyphylétique. Parazoa n'est donc plus un clade valide.
L'absence de vrais tissus différenciés fait qu'ils n'ont pas de muscles, de nerfs ou d'organes internes. Ces animaux correspondent à l'embranchement historique des spongiaires. On distingue aujourd'hui :
- les éponges silicées (Silicea)
  - Hexactinellides
  - Démosponges
- les éponges calcaires (Calcarea)
- les homoscléromorphes

La taxinomie tend actuellement à regrouper les autres embranchements sous le nom d'Eumétazoaires (« vrais animaux multicellulaires »).